# سباق النرويج 2014
سباق النرويج 2014 (بالألمانية: Arctic Race of Norway 2014) هو سباق دراجات هوائية، وهو الموسم رقم 2 من نفس السباق، وأقيم خلال الفترة 14 أغسطس 2014، وحتى 17 أغسطس 2014، وامتدّ لمسافة 708 كيلومتر، وهو أحد سباقات طواف أوروبا للدراجات 2014، وهو من نوع سباق المرحلة، وقد شارك في السباق 117 متسابقاً ووصل إلى نهايته 97 متسابقاً.
فاز فيه بالمركز الأول ستيفن كرويسفيك، وبالمركز الثاني ألكسندر كريستوف، وبالمركز الثالث لارس بيتر نوردهاوق، والفريق الفائز في ترتيب الفرق Belkin 2014.

## الفرق
| فرق برو (5)- BMC Racing Team - Giant-Shimano - Belkin - Katusha - Liquigas ‏ فرق قارية محترفة (8)- IAM Cycling - Bretagne-Séché Environnement - NetApp-Endura - Cofidis, Solutions Crédits - سبورت فلاندرين بالويس 2014 ‏ - Wanty-Groupe Gobert - MTN-Qhubeka - UnitedHealthcare Pro Cycling (men's team) ‏ فرق قارية (7)- بنجوال باوليز ساوكس دبليو بي ‏ - Van Rysel–Roubaix ‏ - Team Sparebanken Sør ‏ - Joker Fuel of Norway ‏ - تيم كووب ‏ - Ringeriks-Kraft ‏ - Team FixIT.no ‏ |  |
| |  |

## المراحل
| قائمة المراحل | قائمة المراحل | قائمة المراحل           | قائمة المراحل      | قائمة المراحل | قائمة المراحل      | قائمة المراحل      |
| المرحلة       | التاريخ       | الدورة                  |                    | المسافة (كم)  | الفائز بالمرحلة    | القائد العام       |
| ------------- | ------------- | ----------------------- | ------------------ | ------------- | ------------------ | ------------------ |
| 1             | 14 أغسطس      | هامرفست – رأس الشمال    | مرحلة جبلية متوسطة | 204           | لارس بيتر نوردهاوق | لارس بيتر نوردهاوق |
| 2             | 15 أغسطس      | Honningsvåg ‏ – ألتا     | مرحلة مستوية       | 207           | ألكسندر كريستوف    | لارس بيتر نوردهاوق |
| 3             | 16 أغسطس      | ألتا – Kvænangsfjellet ‏ | مرحلة جبلية متوسطة | 132           | سيمون سبيلاك       | ستيفن كرويسفيك     |
| 4             | 17 أغسطس      | ترومسو – ترومسو         | مرحلة مستوية       | 165           | ألكسندر كريستوف    | ستيفن كرويسفيك     |

## الفائزون
| الترتيب    | الفائز             |
| ---------- | ------------------ |
| الفائز     | ستيفن كرويسفيك     |
| الثاني     | ألكسندر كريستوف    |
| الثالث     | لارس بيتر نوردهاوق |
| حسب النقاط | ألكسندر كريستوف    |
| تسلق الجبل | أوقست جنسن         |
| أفضل شاب   | دافيد فييلا        |
| الفريق     | Belkin             |

## وصلات خارجية
- الموقع الرسمي
- سباق النرويج 2014 على موقع إحصائيات الدراجات الإحترافية (الإنجليزية)